# Alfabet de Nucèria
L'alfabet de Nucèria (en toscà: alfabeto nucerino) prové d'inscripcions en osc trobades al sud de la península Itàlica (Nocera Superiore, Sorrento, Vico Equense). Només és present entre els segles VI i V abans de la nostra era.

## Descripció
L'alfabet de Nucèria consta d'una sèrie de signes gravats o grafits (llegibles de dreta a esquerra o viceversa) en troballes arqueològiques (com ara atuells) d'alguns indrets de la Campània, sobretot en necròpolis.
Tot i que les inscripcions més antigues provenen de Vico Equense, l'alfabet es coneix en toscà com a alfabeto nucerino perquè la seua primera aparició succeí en un bucchero enòcoa d'una necròpoli de Pareti (Nocera Superiore), a prop del teatre romà hel·lenístic de Nuceria Alfaterna. La llengua que parlaven els usuaris de l'alfabet era l'osc, una llengua indoeuropea del grup oscoúmbric.
L'alfabet de Nuceria és una variant directa de l'alfabet etrusc. La seua originalitat prové del nou signe atribuït a la lletra /s/, segurament a causa d'una dificultat d'adaptació fonètica.
La lletra més important n'és la /S/ i deu provenir de l'alfabet fenici.

## Caràcters de l'alfabet
Els caràcters en les diverses variants són:

## Registres
Les inscripcions més completes (de Nocera i Vico Equense) fan referència a certificats de propietat dels atuells en què apareixen:
- / rúfies / / pafieis // ('soc de Rufi [fill] de Pafi', de Vico Equense).[4]
- / efies / / esum // ('soc d'Efi', de Vico Equense);
- / bruties / / esum // ('soc de Brutus', de Nocera).

S'hi testimonien genitius tant en -es com en -ies. Les inscripcions testimonien l'existència de la forma arcaica del verb sum en esum citada per Varró, però mai no testimoniada abans (posada en dubte en el passat pels erudits).

## Llocs on es van trobar les inscripcions
- Nocera Superior
- Vico Equense
- Sorrento
- Alfedena
- Pontecagnano Faiano
- Estàbia
- Nola
- Suèssula